# 自動車化狙撃兵 (ロシア陸軍)
自動車化狙撃兵（じどうしゃかそげきへい、ロシア語: Мотострелковые войска）は、ロシア陸軍における兵科（ロシア語: рода войск）の一つ。他国軍での自動車化歩兵・機械化歩兵に相当する。
旅団等の基幹部隊となり、各種戦術行動において主として近接戦闘により、敵を撃破又は捕捉し、あるいは必要な地域を占領確保するのが使命である。通常、AK-74Mか旧型のAK-74、AKS-74、AKM、AKMSを装備する。完全に機械化されており、通常、歩兵戦闘車（BMP-1、BMP-2、BMP-3）か、装甲兵員輸送車（BTR-60、MT-LBV）で行動する。
ロシア陸軍の中では最も基本となる兵科で、人員も多い。他国の歩兵と同様、他兵科の行動も調整する地位にあるため、軍事教育施設では、諸兵科共通又は諸兵科連合（ロシア語: общевойсковое）の用語も用いられる。

## 自動車化狙撃師団
1953年のスターリンの死を受けて左遷を解かれたジューコフ元帥は、1955年に国防大臣に就任すると、既に参謀総長の職にあったソコロフスキー元帥と協力して、ソ連地上軍を核戦場に適応できるように改編する事業に着手した。そしてこの改編の一環として、従来の機械化師団（Механизированная дивизия）や狙撃師団（Стрелковая дивизия）を一括して代替する編制として導入されたのが、自動車化狙撃師団であった。
1958年までに、ソ連軍の戦力組成に残っていたのは、戦車、自動車化狙撃および空挺狙撃の3種類だけとなった。
- 自動車化狙撃師団（人員13,498名）[4]
  - 師団司令部（320名）
  - 3個自動車化狙撃連隊（各2,300名）
  - 戦車連隊（1,101名）
  - 砲兵群（1,800名: 100mm砲12門、122mmロケット弾発射機24基、自走対戦車ミサイル12両、SS-21ミサイル4基、152mm自走榴弾砲72両）
  - 防空連隊（302名: SA-8BないしSA-6地対空ミサイル20基）
  - 独立戦車大隊（241名: 戦車51両）
  - 偵察大隊（300名: 戦車6両、装甲車28両、オートバイなど）
  - 工兵大隊（380名）
  - 通信大隊（294名）
  - 化学防護大隊（150名）
  - 整備大隊（294名）
  - 衛生大隊（158名）
  - 輸送大隊（217名）
  - 航空支援中隊（220名: Mi-2ヘリコプター6機、Mi-8ヘリコプター8機、Mi-24ヘリコプター8機）
  - 交通管理中隊（60名）

## 自動車化狙撃旅団
ソビエト連邦の崩壊後のロシア陸軍も基本的にソ連陸軍の編制を踏襲していたが、2007年にアナトーリー・セルジュコフが国防相に就任すると、即応性の改善と組織・人員の合理化などを主眼とする大規模な改編が行われた。この一環として基本作戦単位が師団から旅団に変更されることになり、自動車化狙撃師団も旅団へと改編された。
自動車化狙撃大隊（機械化歩兵）を3個大隊、自走榴弾砲大隊を2個大隊、戦車大隊を1個大隊、その他いくつかの戦闘支援/後方支援部隊（大隊から小隊規模）を保有する諸兵科連合部隊であり、ロシア陸軍の基本的な展開部隊である。

### 自動車化狙撃大隊
自動車化狙撃大隊を構成する部隊は、下記のとおりである（2008年12月に承認された「定員表第5/60号」（MT-LBV装備）に従う。）。
- 大隊司令部：大隊長、教育業務担当副大隊長、兵器担当副大隊長
- 大隊参謀部：参謀長/副大隊長、教官（放射線・化学・生物学防護担当）、事務官

- 自動車化狙撃中隊×3：96人（中隊本部（9人）＋3個小隊）
  - 自動車化狙撃小隊×3：29人（小隊長、副小隊長＋3個分隊）
    - 自動車化狙撃分隊×3：9人（分隊長、専任狙撃兵、照準手（車載機関銃）、照準手（PKM）、班員（PKM）、擲弾筒手、狙撃兵/擲弾筒主補佐、狙撃兵、操縦手）
- 迫撃砲中隊
  - 火器小隊×2：120mm迫撃砲システム2S12（英語版）装備
  - 統制小隊
    - 砲兵偵察分隊
    - 通信分隊
- 擲弾筒小隊
  - 擲弾筒分隊×3
- 対戦車小隊
  - 対戦車ミサイル分隊×3
- 偵察小隊
  - 偵察分隊
  - 偵察分隊×2

- 工兵小隊
  - 工兵分隊
  - 工兵分隊
  - 技術工兵分隊
- 統制小隊
  - 統制分隊（大隊長）
  - 統制分隊（大隊参謀部）
  - 通信分隊
- 保障小隊
  - 技術サービス分隊（装軌車及び輸送車）
  - 技術サービス分隊（自動車）
  - 自動車分隊
  - 自動車分隊（給油車）
  - 経済分隊
  - 浴場
- 衛生小隊
  - 衛生分隊
  - 負傷兵集結・後送分隊×3